# Loving Vincent
Loving Vincent is een Pools-Britse biografische animatiefilm uit 2017, geschreven en geregisseerd door Dorota Kobiela en Hugh Welchman.

## Verhaal
In de volledig geschilderde animatiefilm wordt de mogelijkheid onderzocht dat de Nederlandse kunstschilder Vincent van Gogh vermoord is. In flashbacks wordt het leven van Van Gogh geschetst, met name de periode waarin hij in Frankrijk woonde.

## Verhaallijn
Een jaar na de zelfmoord van Vincent van Gogh vraagt postbode Joseph Roulin zijn zoon Armand om Van Goghs laatste brief aan zijn broer Theo te bezorgen. Roulin vindt de dood verdacht, aangezien Van Gogh slechts enkele weken eerder in brieven beweerde dat zijn gemoedstoestand kalm en normaal was. Armand stemt met tegenzin toe en vertrekt naar Parijs.
Père Tanguy, een kunstleverancier uit Montmartre, vertelt Armand dat Theo zes maanden na Vincent is overleden. Hij stelt voor dat Armand naar Auvers-sur-Oise reist om Dr. Paul Gachet te zoeken, die Van Gogh onderdak bood na zijn verblijf in een asiel, zijn liefde voor kunst deelde en de begrafenis bijwoonde. In Auvers ontdekt Armand dat de dokter op zakenreis is. Hij verblijft in dezelfde herberg waar Van Gogh destijds verbleef en ontmoet daar de tijdelijke herbergierster Adeline Ravoux. Zij had een zwak voor Van Gogh en is eveneens verrast door zijn dood. Op haar aanraden bezoekt Armand de lokale veerman, die hem vertelt dat Van Gogh vaak gezelschap hield van Marguerite, de teruggetrokken dochter van Dr. Gachet. Wanneer Armand haar bezoekt, ontkent Marguerite dit en raakt boos als Armand suggereert dat Van Goghs suïcidale stemming het gevolg kon zijn van een ruzie met haar vader.
Tijdens zijn onderzoek begint Armand een lokale jongen, René Secretan, te verdenken. René stond erom bekend Van Gogh te pesten, bezat een pistool en zwaaide daar vaak dronken mee rond in het dorp. Dr. Mazery, die Van Gogh onderzocht, beweert ook dat het schot van enkele meters afstand moet zijn gekomen, wat zelfmoord uitsluit. Wanneer Armand René beschuldigt, bekent Marguerite dat zij een hechte, maar niet romantische, relatie met Van Gogh had. Ze gelooft echter niet dat René tot moord in staat was.
Dr. Gachet keert uiteindelijk terug en belooft Armand de brief aan Theo's weduwe te bezorgen. Hij geeft toe dat er een ruzie tussen hem en Van Gogh was – Van Gogh beschuldigde Gachet ervan een lafaard te zijn omdat hij zijn dromen niet najoeg, waarop Gachet hem woedend beschuldigde Theo's gezondheid te schaden door te veel afhankelijk van zijn broer te zijn. Gachet vermoedt dat deze beschuldiging Van Gogh tot zelfmoord heeft gedreven, om Theo van deze last te bevrijden. Nadat Armand naar huis is teruggekeerd, ontvangt postbode Roulin bericht van Theo's weduwe Johanna. Ze bedankt Armand voor het terugbrengen van de brief en voegt een van Van Goghs brieven aan haar toe, ondertekend met: "Je liefhebbende Vincent."

## Stemverdeling
| Personage         | Acteur                                          |
| ----------------- | ----------------------------------------------- |
| Vincent van Gogh  | Robert Gulaczyk (acteur) Jochum ten Haaf (stem) |
| Armand Roulin     | Douglas Booth                                   |
| Joseph Roulin     | Chris O'Dowd                                    |
| Dr. Gachet        | Jerome Flynn                                    |
| Marguerite Gachet | Saoirse Ronan                                   |
| Louise Chevalier  | Helen McCrory                                   |
| Père Tanguy       | John Sessions                                   |
| Adeline Ravoux    | Eleanor Tomlinson                               |
| Schipper          | Aidan Turner                                    |
| Theo van Gogh     | Cezary Lukaszewicz                              |
| Paul Gauguin      | Piotr Pamula                                    |
| Rene Secretan     | Marcin Sosinski                                 |

## Prijzen en nominaties
De belangrijkste:
| Jaar | Prijs                                               | Categorie                                   | Genomineerde(n)                      | Uitslag  |
| ---- | --------------------------------------------------- | ------------------------------------------- | ------------------------------------ | -------- |
| 2017 | Festival international du film d'animation d'Annecy | Publieksprijs                               | Dorota Kobiela en Hugh Welchman      | Gewonnen |
| 2017 | Golden Trailer Award                                | Best Foreign Animation/Family Trailer       | Cinema Management Group en Zealot UK | Gewonnen |
| 2017 | Golden Trailer Award                                | Best Foreign Graphics in a Trailer          | Cinema Management Group en Zealot UK | Gewonnen |
| 2017 | Internationaal filmfestival van Shanghai            | Golden Goblet Award voor beste animatiefilm | Dorota Kobiela en Hugh Welchman      | Gewonnen |
| 2017 | Europese filmprijzen                                | Beste animatiefilm                          | Dorota Kobiela en Hugh Welchman      | Gewonnen |

## Productie
Het project werd gesteund door het Pools Filminstituut en de herscholing van professionele olieverfschilders naar animatieschilders werd gedeeltelijk gesponsord via een Kickstarter-campagne. Elk van de 65.000 frames van de film is een olieverfschilderij op doek, met gebruik van dezelfde techniek als Van Gogh, en werd gemaakt door een team van 115 schilders.
De rol van Van Gogh wordt in de film gespeeld door de Poolse acteur Robert Gulaczyk. Zijn stem werd later ingesproken door de Nederlandse acteur Jochum ten Haaf, die eerder lof oogstte met zijn vertolking van Van Gogh in het toneelstuk Vincent in Brixton.
Loving Vincent ging op 12 juni 2017 in première op het Festival international du film d'animation d'Annecy waar de film onthaald werd met een minutenlange staande ovatie.